# جبل حريش
جبل حريش (بالإنجليزية: Mount Hureish)‏ ويلفظ «جبل إحريش» وهو جبل في شمال الضفة الغربية، وهو جزء من سلسلة جبال نابلس (تلال السامرة). يرتكز على وادي مرج ميثلون من الجنوب، ويبلغ ارتفاعه حوالي 764 مترًا فوق مستوى سطح البحر، مما يجعله أعلى نقطة في منطقة جنين، وسادس أعلى قمة في فلسطين. جبل حريش هو جزء من سلسلة مشيرف، التي تشمل الجبال الأخرى مثل جبل بايزيد (724 متر) وجبل إيلان (588 متر). أراضي حريش واسعة ومسجلة في الطابو «أميرية» وهي عبارة عن مراعي مفتوحة وتخلو من الأشجار.
من جبل حريش، يمكن رؤية جبل عيبال من الجنوب ويمكن رؤية سهل وادي عارة في الشمال الغربي، كما يمكن رؤية قمة جبل الشيخ في الشمال الشرقي. عند سفحها الغربي بلدة جبع، وميثلون وسيريس وهما أقرب قرى من الشرق. كذلك تحيط قرى صيدا وكفر صور وياصيد جبل حريش، وهو من الجبال التي تمركز فيها فوزي القاوقجي خلال ثورة 1936 لموقعه الإستراتيجي.

## ضريح الشيخ حريش
تم تسمية الجبل على اسم قبر الشيخ حريش، وهو رجل مسلم، يقع في قمة الجبل. المقبرة مبنية من حجارة عالية الجودة وتتكون من ثلاث غرف وساحة فناء ملحقة بالجانب الشرقي للمبنى. تدعم الأقواس سقف المقبرة. تشكل الكتل الحجرية الضخمة ذات الطراز الروماني أو البيزنطي قاعدة الجدار الجنوبي للقبر.
تغطي الأنقاض المحيطة بالمقبرة مساحة دونم واحد. وتشمل الهياكل الأخرى المدمرة صهريجًا على بعد حوالي 50 مترًا جنوب المقبرة وصهريج يبعد حوالي 100 متر إلى الجنوب الشرقي.
في أواخر العهد العثماني، في عام 1878، وصل عالم الآثار الفرنسي فيكتور جويرين إلى المكان، وأشار إلى مقبرة الشيخ حريش، حيث كتب على «تل مرتفع شديد الانحدار شاهدنا قبرًا للشيخ يدعى والي حريش، حيث يأتي السكان المحليون كزوار». في ذلك الوقت، لاحظ جويرين، أن القبر كان يعلوه قبة بيضاء ويمكن رؤيتها من بعيد.

## فهرس
- Guérin, Victor (1874). Description Géographique  Historique et Archéologique de la Palestine (بالفرنسية). Paris: L'Imprimerie Nationale. Vol. 2: Samarie, pt. 1.
- Palmer، E. H. (1881). The Survey of Western Palestine: Arabic and English Name Lists Collected During the Survey by Lieutenants Conder and Kitchener, R. E. Transliterated and Explained by E.H. Palmer. صندوق استكشاف فلسطين.
- Zertal، Adam (2004). The Manasseh Hill Country Survey. Boston: BRILL. ج. 1. ISBN:9004137564. مؤرشف من الأصل في 2019-12-30.

## وصلات خارجية
- Survey of Western Palestine, Map 11: IAA, Wikimedia commons